# كورسير
كورسير (بالإنجليزية: .Corsair Components Inc)، هي شركة أمريكية مصنعة للأجهزة الطرفية وقطع الحاسوب، يقع مقرها الرئيسي في فيرمونت كاليفورنيا. تأسست في كاليفورنيا في يناير 1994، وتم إعادة تأسيسها في ديلاوير 2007. كورسير تصمم وتبيع مجموعة من المنتجات الخاصة بالكمبيوترمن ضمنها، طراز(ذاكرة الوصول العشوائي) DRAM عالي السرعة، مغذيات الطاقة، وصناديق الحواسيب، وذواكر فلاش(يو أس بي)، و حلول أنظمة التبريد للحواسيب. أجهزة طرفية مثل (لوحة المفاتيح، والفأرة)، وأقراص من نوع أس أس دي، إضافة إلى السماعات.
بالإضافة إلى مقرها الرئيسي في فيرمونت، تملك الشركة مصنع في تايوان لتجميع وتجربة وتغليف منتجاتها، لتوزيعها في مراكزآسيا والولايات المتحدة الأمريكية وأوروبا، ولديها مراكز تسويق ومبيعات عبر الولايات المتحدة، والعديد منها في أوروبا ودول آسيا.

## التاريخ
تم تأسيس الشركة باسم كورسير ميكروسيستمز في عام 1994 من قبل آندي بول، دون ليبرمان، وجون بيكلي. طورت كورسير بالأصل موديلات المستوى الثاني من ذاكرة الكاش (ذاكرات وحدة المعالجة المركزية).